# Weyher in der Pfalz

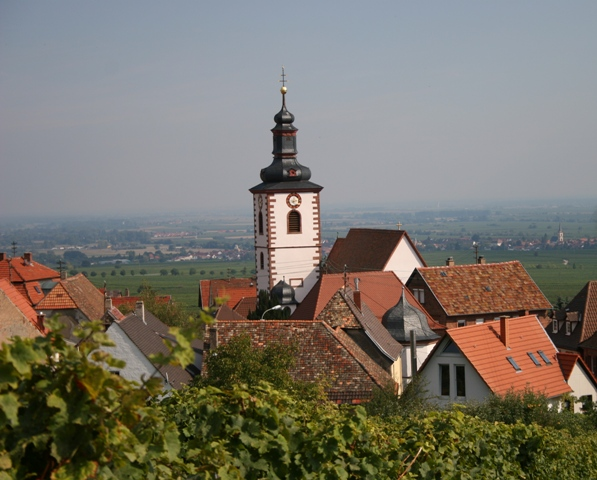
Denkmalgeschützte katholische Pfarrkirche St. Peter und Paul

Weyher in der Pfalz ist eine Ortsgemeinde im Landkreis Südliche Weinstraße in Rheinland-Pfalz. Sie gehört der Verbandsgemeinde Edenkoben an.

## Geographie

### Lage
Der Ort liegt vier Kilometer südwestlich von Edenkoben zwischen dem Pfälzerwald und dem Rhein. Das Siedlungsgebiet befindet sich in der Region Weinstraße, der Westen der Gemarkung liegt in der Haardt, wie der Ostrand des Pfälzerwaldes genannt wird. Im Südwesten erstreckt sich das Modenbachtal. Weiter westlich im Pfälzerwald gehört mit dem Weyherer Wald zudem eine Exklave zur Ortsgemeinde, die sie im Zuge der Haingeraide erhalten hatte.
Zur Gemeinde gehört zusätzlich der Wohnplatz Buschmühle. Nachbargemeinden sind – im Uhrzeigersinn – Rhodt unter Rietburg, Hainfeld, Burrweiler, Edesheim (Exklave), Hainfeld (Exklave) und Ramberg. Die Waldexklave grenzt im Uhrzeigersinn jeweils an andere Exklaven von Edesheim, Hainfeld und Landau in der Pfalz.

### Erhebungen
Der 618 m ü. NHN hohe Blättersberg gilt als Hausberg von Weyher, obwohl er sich bereits auf Gemarkung der Nachbargemeinde Rhodt unter Rietburg befindet. Im Westen der Gemarkung erhebt sich der 557 m ü. NHN Meter hohe Frankenberg. Ebenfalls auf dem Gemeindegebiet befindet sich ein Teil des Massivs des Kesselbergs. Die Waldexklave umfasst die Nordostflanke des Erlenkopfes.

### Gewässer
Der Modenbach streift den südwestlichen Rand der Gemarkung und passiert die Buschmühle; den Siedlungskern der Gemeinde berührt er jedoch nicht. Innerhalb der Weyherer Waldgemarkung nimmt er von links den Meisentalbach auf. Nördlich der Bebauung streift der Leißelgraben für ein kurzes Stück die Gemeindegemarkung.

## Geschichte
Funde von Steinsärgen und von Grundmauern einer römischen Villa aus dem 2. Jahrhundert südlich der Pfarrkirche zeugen von einer ersten Besiedlung. Funde aus dem fünften Jahrhundert, beispielsweise Ware aus der Eifel, zeigen, dass Weyher als Handelsort das Ende des römischen Reichs überlebt hat und seitdem durchgehend besiedelt ist.
Der Name des 777 erstmals im Lorscher Codex als Wilere erwähnten Ortes  leitet sich vom lateinischen villa ausgehend über das althochdeutsche villare (Weiler) ab. Die Mundart assimilierte Wîlre zu Wîr. In der neuhochdeutschen Diphthongierung wurde daraus Weyher. Der Ort gehörte bis zum Ende des 18. Jahrhunderts zum Hochstift Speyer; dort unterstand der Ort dem Oberamt Kirrweiler.
Nach der Besetzung des Linken Rheinufers durch französische Revolutionstruppen (1794) gehörte der Ort von 1798 bis 1804 zum französischen und anschließend Teil zum Napoleonischen Kaiserreich. Während dieser Zeit war Weyer – so die damalige Schreibweise – in den Kanton Edenkoben im Departement Donnersberg und besaß eine eigene Mairie. 1815 hatte die Gemeinde insgesamt 630 Einwohner. Aufgrund der auf dem Wiener Kongress getroffenen Vereinbarungen kam die Region 1815 zunächst zum Kaisertum Österreich und aufgrund des Vertrages von München (1816) an das Königreich Bayern. Weyher gehörte im neu geschaffenen Rheinkreis von 1818 an zum Landkommissariat Landau; aus diesem ging anschließend das Bezirksamt Landau hervor.
Ab 1939 war der Ort Bestandteil des Landkreises an der Pfalz. Nach dem Zweiten Weltkrieg wurde Weyher innerhalb der französischen Besatzungszone Teil des damals neu gebildeten Landes Rheinland-Pfalz. Im Zuge der ersten rheinland-pfälzischen Verwaltungsreform wechselte der Ort am 7. Juni 1969 in den neu geschaffenen Landkreis Landau-Bad Bergzabern, der 1978 in Landkreis Südliche Weinstraße umbenannt wurde. 1972 wurde Weyher in der Pfalz Bestandteil der ebenfalls neu gebildeten Verbandsgemeinde Edenkoben.
Beim Landeswettbewerb „Unser Dorf hat Zukunft“ 2015 erreichte Weyher die Auszeichnung mit Gold und qualifizierte sich für den Bundesentscheid. Daneben wurden Weyher beim Landesentscheid die Sonderpreise „Innenentwicklung“ und „Vorbildliche ökologische Leistungen“ zugesprochen. Beim Bundesentscheid des Dorfwettbewerbs 2016 wurde Weyher als Golddorf ausgezeichnet.

## Bevölkerung

### Einwohnerstatistik
Die Entwicklung der Einwohnerzahl von Weyher in der Pfalz, die Werte von 1871 bis 1987 beruhen auf Volkszählungen:
| Jahr | Einwohner |
| ---- | --------- |
| 1815 | 630       |
| 1835 | 762       |
| 1871 | 652       |
| 1905 | 707       |
| 1939 | 675       |
| 1950 | 762       |
| 1961 | 729       |

| Jahr | Einwohner |
| ---- | --------- |
| 1970 | 739       |
| 1987 | 560       |
| 1997 | 612       |
| 2005 | 546       |
| 2011 | 550       |
| 2017 | 562       |
| 2024 | 534       |

### Konfessionsstatistik
Im Jahr 2013 waren 71,3 % der Einwohner katholisch und 13,2 % evangelisch. Die übrige 25,5 % gehörte einer anderen Religion an oder waren konfessionslos. Ende November 2022 hatten 55,4 % Einwohner die katholische und 14,3 % die evangelische Konfession. 30,3 gehörten anderen Konfessionen oder Glaubensgemeinschaft an, waren ohne Angabe oder konfessionslos. Die Zahl der Katholiken ist demnach im beobachteten Zeitraum gesunken.

## Politik

### Gemeinderat
Der Gemeinderat in Weyher besteht aus zwölf Ratsmitgliedern, die bei der Kommunalwahl am 9. Juni 2024 in einer Mehrheitswahl gewählt wurden, und dem ehrenamtlichen Ortsbürgermeister als Vorsitzendem.

### Bürgermeister
Reinhard Pross wurde am 3. Juli 2024 Ortsbürgermeister von Weyher. Bei der Direktwahl am 9. Juni 2024 war er als einziger Bewerber mit einem Stimmenanteil von 62,1 % für fünf Jahre gewählt worden.
Der Vorgänger von Reinhard Pross, Andreas Möwes, hatte das Amt 2012 übernommen. Zuletzt bei der Direktwahl am 26. Mai 2019 war er mit einem Stimmenanteil von 71,76 % in seinem Amt bestätigt worden. Seine Vorgänger waren Hans-Jürgen Schwaab und Jürgen Volkert.

### Wappen
| Wappen von Weyher in der Pfalz | Blasonierung: „Von Silber und Blau geteilt, oben eine bewurzelte grüne Linde, unten ein silbernes Gemarkungszeichen in Form zweier aufeinander gesteckter steigender Pfeilspitzen.“                     |
| Wappen von Weyher in der Pfalz | Wappenbegründung: Es wurde 1902 vom bayerischen Prinzregenten genehmigt und geht zurück auf ein Siegel von 1726. Die Farben Silber und Blau erinnern an die frühere Zugehörigkeit zum Hochstift Speyer. |

## Kultur

### Kulturdenkmäler

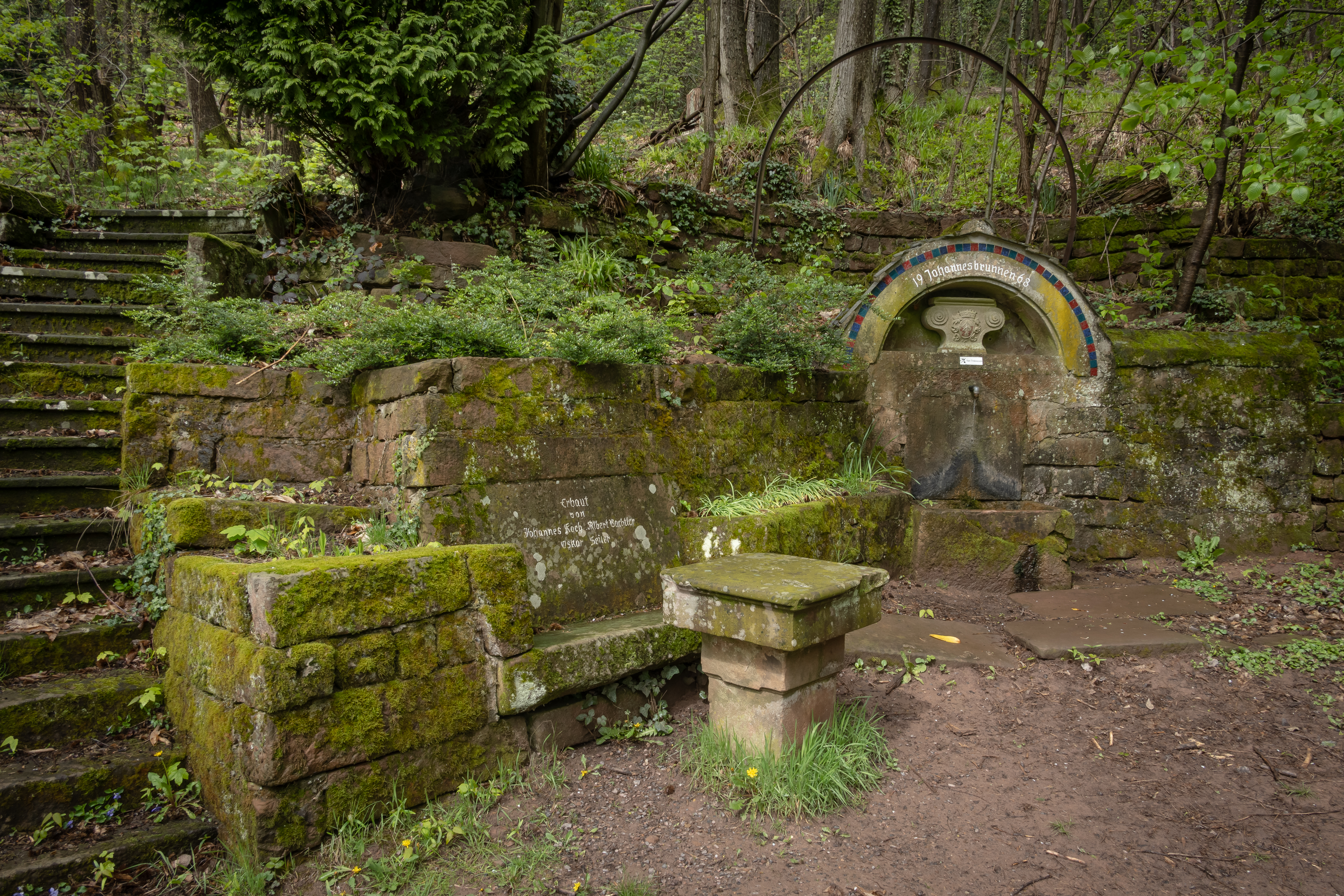
Johannesbrunnen

Der Ortskern ist als Denkmalzone ausgewiesen; hinzu kommen insgesamt 25 Einzelobjekte, die unter Denkmalschutz stehen, darunter die katholische Pfarrkirche St. Peter und Paul.

### Natur
Der Felsen der Ruine Frankenburg ist als Naturdenkmal ausgewiesen. Auf Gemarkung der Gemeinde befindet sich außerdem das Naturschutzgebiet Haardtrand – Hinkelberg. Das gesamte Gemeindegebiet – einschließlich des Bereichs jenseits des Pfälzerwaldes mit Bebauung samt umliegender Weinberge – ist Bestandteil des Naturpark Pfälzerwald, der wiederum zum grenzüberschreitenden Biosphärenreservat Pfälzerwald-Vosges du Nord gehört.

## Wirtschaft und Infrastruktur

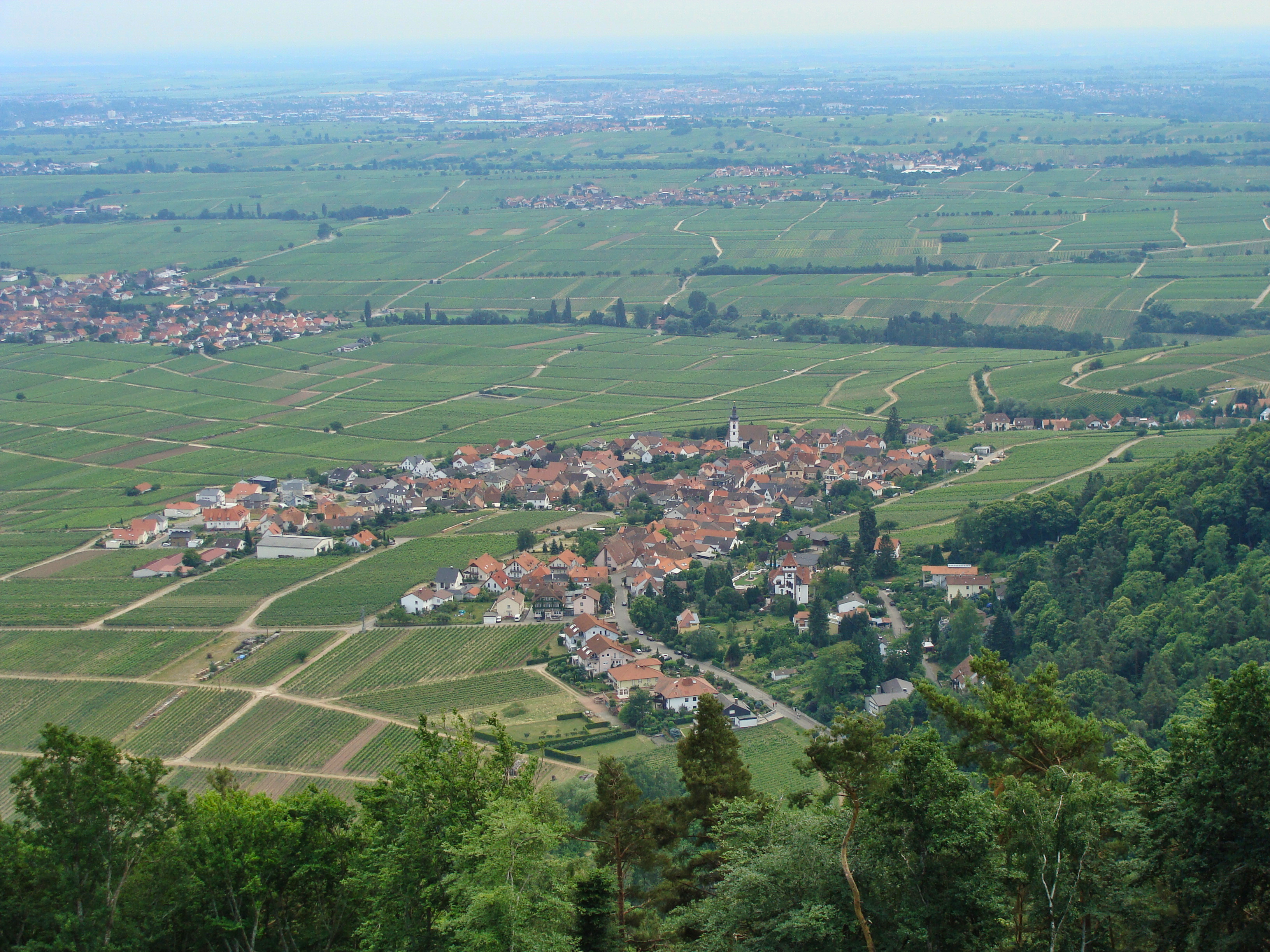
Blick von der Rietburg auf Weyher in der Pfalz

### Wirtschaft
Weyher ist ein Weinbauort und Bestandteil des Weinanbaugebiets Pfalz. Zum Ort gehört die Einzellage Michelsberg. Die Lage gehört zur Großlage Ordensgut. Im Zuge der Haingeraide war Edenkoben an der sogenannten dritten Haingeraide beteiligt, die in der frühen Neuzeit aufgelöst und die teilweise der Gemeinde unterstellt wurde.

### Verkehr
Durch Weyher führt Landesstraße 506, die von Albersweiler über Dernbach, Ramberg und Rhodt unter Rietburg bis nach Edesheim verläuft.
Weyher in der Pfalz ist über die von PalatinaBus betriebene Buslinie 500 des Verkehrsverbundes Rhein-Neckar an das Nahverkehrsnetz angebunden, die nach Landau und Neustadt an der Weinstraße führt. Nächstgelegene Bahnhöfe sind Edesheim und Edenkoben an der Pfälzischen Maximiliansbahn von Neustadt nach Wissembourg.

### Tourismus

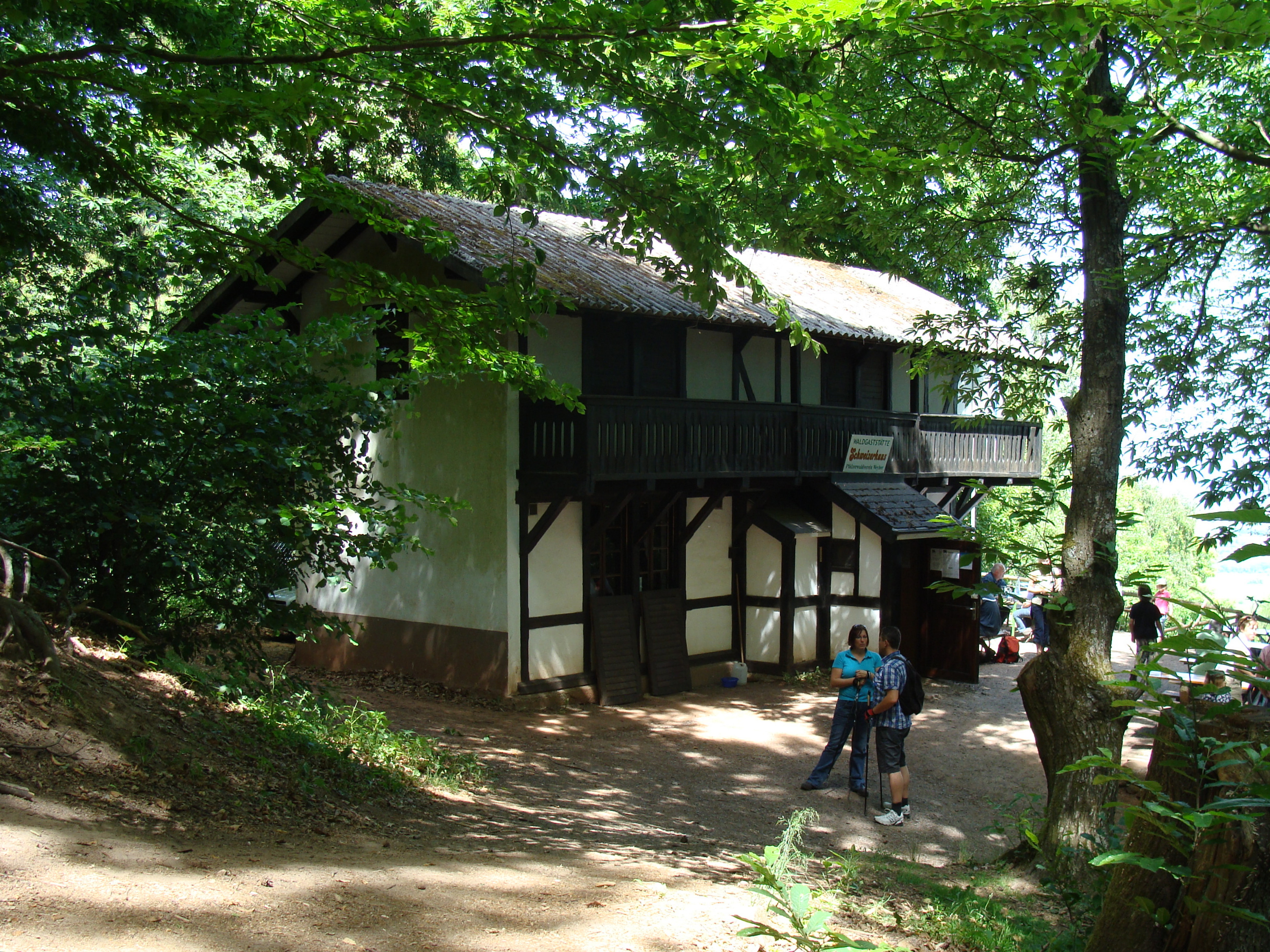
Schweizerhaus

Durch die Gemeinde verlaufen eine acht Kilometer lange Nebenstrecke des Pfälzer Keschdewegs, die den Ort mit Burrweiler und Edenkoben verknüpft sowie die Panoramaroute des Radwegs Deutsche Weinstraße. Zudem liegt die Gemeinde an einem Wanderweg, der mit einem roten Punkt markiert ist sowie an einem solchen, der mit einem roten Balken gekennzeichnet ist. Auf Gemarkung der Gemeinde befinden sich im Pfälzerwald mit der Amicitia-Hütte und dem Schweizerhaus außerdem zwei Wanderhütten.

## Persönlichkeiten

### Ehrenbürger
- Paul Gillet

### Söhne und Töchter der Gemeinde
- Jakob Ziegler (1894–1974), Weingutbesitzer und Politiker (CDU), Ehrenbürger der Gemeinde

### Personen, die vor Ort gewirkt haben
- Anton Straub (1852–1931), katholischer Priester, war zeitweise Kaplan vor Ort
- Jakob Schwalb (1872–1934), katholischer Priester, war zeitweise Kaplan vor Ort